# Spodnji Hotič
Spodnji Hotič este o localitate din comuna Litija, Slovenia, cu o populație de 220 de locuitori.